# Wolfgang Schürle
Wolfgang Schürle (* 14. Mai 1941 in Blaubeuren) war von 1989 bis 2005 Landrat (CDU) des Alb-Donau-Kreises.
1961 bis 1966 studierte Schürle Rechtswissenschaften und Staatswissenschaften an den Universitäten München und Freiburg im Breisgau, legte 1966 seine Erste Juristische Staatsprüfung ab. 1969 promovierte er und legte 1971 die Zweite Juristische Staatsprüfung ab. 1971 bis 1972 war Schürle als Finanzassessor in Freiburg im Breisgau tätig. 1972 bis 1973 arbeitete er als Rechtsanwalt in Stuttgart und Ulm. Schürle war seit 1973 im Landratsamt des Alb-Donau-Kreises in verschiedenen Funktionen tätig, ab 1975 als Sozialdezernent. 1977 wurde Schürle Erster Landesbeamter (stellvertretender Landrat). Vom 18. Juli 1989 bis 17. Juli 2005 war das CDU-Mitglied Schürle Landrat des Alb-Donau-Kreises. Bei der Wahl am 5. Mai 1997 wurde er vom Kreistag in seinem Amt bestätigt. 2005 trat er in den Ruhestand.
Wolfgang Schürle ist Initiator und Herausgeber/Mitherausgeber folgender kulturhistorischer und kunsthistorischer Buchreihen: Bibliotheca Suevica (seit 2002), Documenta Suevica (seit 2003), Alb und Donau Kunst und Kultur (seit 1990), Schwabenspiegel Literatur vom Neckar bis zum Bodensee 1000–1800 (Teil 1, 2003) sowie 1800–1950 (Teil 2, 2006) zusammen mit sieben Lesebüchern (Teil 3).
Neben seiner beruflichen Tätigkeit war Schürle unter anderem ehrenamtlich tätig als Aufsichtsrat und turnusmäßig Vorsitzender des Aufsichtsrats der Donau-Iller-Nahverkehrsverbundgesellschaft (DING), als Vorsitzender des Aufsichtsrats der Energie Baden-Württemberg AG (EnBW) (1999–2005) und als Vorsitzender des Zweckverbands Oberschwäbische Elektrizitätswerke (OEW).